# ボールルームスターズ
ボールルームスターズ（Ballroom Stars）は、テレビ埼玉で放送されている社交ダンスをテーマにしたエンターテイメント番組。

## 概要
司会者は大西大輔と山根舞。大西大輔は現役プロ競技ダンサーで番組の企画、演出もおこなっている。
プロダンサーによるダンスパフォーマンス。プロダンサーとアマチュア愛好家が踊るコーナー。社交ダンスの競技会のレポート。子供達によるダンスパフォーマンス。ゆるキャラステッピーのコーナー。ワンポイントレッスンなど。国内外からトッププロダンサーが出演。
2014年度・シーズン2の放送（2015年3月放送）では、ももいろクローバーZから、佐々木彩夏と高城れにが、「ももいろクリスマス2014」に出場した「ソシアルクローバーZ」なる社交ダンサーとともにゲスト参加し、社交ダンスに挑戦した模様が放送された

## 放送時間
シーズン1
- 2014年1月7日 - 3月まで毎週火曜日、20時から60分放送。
- 2014年4月3日 - 6月まで毎週木曜日、19時から60分放送。

シーズン2
- 2014年10月9日 - 2015年3月26日、毎週木曜日、19時から30分放送。

シーズン3
- 2015年10月1日 - 現在、毎週木曜日、20時から30分放送

このシーズン3より、地上波に加え、スカパー!・ケーブルテレビ向けのJ SPORTS、ダンスチャンネル（いずれも随時放送）でも放送されることになった。また収録の会場も彩の国さいたま芸術劇場など、関東圏の大規模な会場を舞台に行われるようになった